# RS-423
L'RS-423 (EIA-423) és un estàndard per a la comunicació en sèrie, similar a l'RS-232. Va ser usat en l'ordinador BBC Micro amb un Connector DIN de 5 pins. No hi ha un pinout comú per a l'RS-423.